# District de Pontarlier
Le district de Pontarlier est une ancienne division territoriale française du département du Doubs de 1790 à 1795.
Il était composé des cantons de Pontarlier, Frasne, Goux, Jougne, Labergement, Levier, Montbenoit, Morteau et Mouthe.